# Rutilia imperialis
Rutilia imperialis là một loài ruồi trong họ Tachinidae.